# Paspalum rigidifolium
Paspalum rigidifolium är en gräsart som beskrevs av George Valentine Nash. Paspalum rigidifolium ingår i släktet tvillinghirser, och familjen gräs. Inga underarter finns listade i Catalogue of Life.